# 利安德羅·普塔羅
利安德羅·普塔羅(Leandro Putaro，1997年月7日—)是德國的職業足球運動員，司職前鋒，現效力於德國足球甲級聯賽禾夫斯堡。

## Club career
利安德羅·普塔羅是禾夫斯堡的青訓，在德國足球甲級聯賽首次出場是2016年2月6日對戰史浩克04的主場比賽，81分鐘入替尼克拉斯·賓特拿，禾夫斯堡6-0獲勝。

## 外部連結
- UEFA Youth League - Leandro Putaro
- VfL Wolfsburg Leandro Putaro（页面存档备份，存于）